# 東住吉事件
東住吉事件（ひがしすみよしじけん）とは大阪府大阪市東住吉区で1995年（平成7年）7月22日に発生した火災事故とそれに伴う冤罪事件である。小6女児死亡火災などとも呼ばれる。
母親及び内縁の夫の犯行であるとして無期懲役刑が確定したが、後に再審で無罪が確定した。

## 事件・捜査
1995年（平成7年）7月22日、大阪府大阪市東住吉区の住宅の建物に組み込まれたシャッター付き駐車場で火災が発生した。住人である母親の青木惠子（当時31歳）、内縁の夫のX（同29歳）、長男（同8歳）は屋外に脱出したが、駐車場に隣接する浴室で入浴中だった長女（同11歳）は焼死した。
青木とXは死亡した長女に死亡時支払金1,500万円の学資保険契約をしていたこと、長女の死亡に対して保険金支払いを請求したこと、2人に約200万円の借金があったことから、警察は借金返済のための保険金詐取目的の殺人との疑いを持ち、9月10日に2人を逮捕した。
大阪府警察（以下「警察」）は、2人が住宅の建物に組み込まれたシャッター付き駐車場（火災発生当時はシャッターを閉めた密閉空間状態）で、自動車の燃料タンクから、手動式ポンプでガソリンを吸引して駐車場の床に散布し、ライターで火をつけて火災を発生させ、その結果として住宅を全焼させ、入浴中の長女を殺害したと推定した。
裁判では長女が焼死する前にXから性的暴行も受けていることが明らかになったが、公訴時効の壁に阻まれて性犯罪としての立件は不可能になった。
警察は2人が長女を殺害したとして取調べ、連れ子保険金詐取目的で長女を殺害したとの供述調書を作成し、その旨を報道機関に公表。これに対し、2人はこの取調べの際に拷問による自白の強要があり、警察の推定に合致する供述をさせられたと主張した。

## 弁護人・支援者の主張
青木とXと弁護人・支援者が主張する、2人の無実の根拠、検察が主張する証拠の不証明、動機の不自然性は下記のとおりである。
- 犯行に使用したとされるガソリンを吸引した手動ポンプ、放火したライターは発見されていない。
- 散布したガソリンの量、2人が犯行を共謀した時期・内容について、自白調書の内容に不自然・不整合な変遷が多数存在する。
- 大阪府警察科学捜査研究所が行なった火災の再現実験の結果、火災発生当時はシャッターを閉めた密閉空間状態だった駐車場内に駐車されていたホンダ・アクティの燃料タンクの不具合によりガソリンが燃料タンクから漏出して気化し、それが駐車場に接する風呂釜の種火に燃え移り発火した可能性が高いと判断された[3]。
- 2人の借金額は約200万円であった。
- 2人と長男及び長女はいずれも円満な家族関係を形成していて、家族間に感情的な紛争・不和などの問題点は無かった（ただしX自身は、長女に対して性的虐待を行なっていた事実を取り調べの供述[4]や支援する会へのメッセージでも「性的虐待をした重い自責」と認めている[5]）。
- Xは、自分が軟弱で臆病だったため「否認したら死刑になる」との刑事の主張を真に受けて自白したとしている[5]。

## 裁判の経過・結果
（手記「ママは殺人犯じゃない」より）
裁判で青木とXは、「捜査段階で警察に拷問され、虚偽の供述をさせられたが、自分はこの事件にいかなる関与もしていない、無実である」と主張した。裁判は下記のとおりの経過・結果になった。
- 1999年3月30日、5月18日 - 大阪地裁は物証の証拠調べ請求を却下して、2人に対して無期懲役の判決をした。両名は無実・無罪を主張して控訴した。
- 2004年12月20日 - 大阪高裁は控訴を棄却した。被告側は無実・無罪を主張して上告した。
- 2006年11月7日、12月11日 - 最高裁は上告を棄却し、両名に無期懲役刑が確定した。この事件の裁判長（主任裁判官）であった弁護士出身の滝井繁男は、当初から被告人達を無罪であると確信しており、滝井は有罪判決を破棄して差し戻すべきと考えていたが、多数意見にはならなかったため、せめて反対意見だけでも書こうと準備していた。しかし、滝井の反対意見を不満とする最高裁調査官の妨害により、この反対意見は判決に採用されることなく[6]、滝井本人も10月30日に定年退官を迎えてしまい、実際の判決は残りの4人の裁判官による全員一致の有罪判決となった。滝井の反対意見は、再審開始前の2011年に出版された書籍[7]で存在が明らかにされ、再審無罪確定後の2017年に共同通信が詳しい内容を報じた[8]。なお、滝井本人は再審開始を見届けることなく、2015年2月28日に死去している。

## 再審請求
2012年3月7日、大阪地裁は青木とXの請求を認め、再審を開始する決定をした。科学的にみて被告の自白が不自然、不合理で信用性に欠けることが判断の要因の1つとなった。この決定に対し大阪地検は3月12日、大阪高裁に即時抗告した。
2012年3月29日、大阪地裁は職権で刑の執行停止を認めた。検察側は大阪高裁に抗告し、高裁は「執行を止めなければ正義に反するような状況ではない」として決定を取り消した。弁護側は最高裁に特別抗告したが、最高裁第3小法廷（大谷剛彦裁判長）は2012年9月18日に特別抗告を棄却し、執行停止を認めなかった高裁決定が確定した。
2015年10月23日、大阪高裁は再審開始を認めた大阪地裁決定を支持し、検察側の即時抗告を棄却した。また「拘束が20年に及ぶことに照らすと、刑の執行を今後も続けることは正義に反する」として、刑の執行を10月26日午後2時で停止する決定を出した。
これに対し、検察側は「誠に遺憾」として、刑の執行停止に対する異議申し立てを大阪高裁に行った。しかし、大阪高裁はこの申し立てを棄却し、10月26日に両受刑者は、和歌山刑務所および大分刑務所から釈放された。
再審の開始に関する高裁の決定に対しては、10月28日まで最高裁への特別抗告ができるが、10月27日に検察側は特別抗告を断念する方針を固めた。有罪を立証するに足る新証拠は発見されておらず、再審無罪判決となる可能性が高かった。

## 再審
2016年4月28日、Xの再審初公判が大阪地裁で始まった。Xによる無罪の主張と弁護団による燃焼実験の結果が示された。検察側は「すべての証拠を検討した結果、有罪の主張・立証は行わない」と告げて「しかるべき判断」を裁判長に求めるのみとなった。
2016年5月2日、青木の再審初公判が大阪地裁で始まった。Xと同様、無罪の主張が行われた。検察側は「有罪主張をしない。裁判所において、しかるべき判断を」とするのみとした。
2016年8月10日、2人に無罪が言い渡されて、検察は控訴権を放棄し、即日確定した。

## その後の民事訴訟
2016年12月、青木は「無罪判決後も警察と検察は謝罪しない。一連の捜査の問題点を浮き彫りにしたい」として1億4597万円の賠償を求めて大阪府と国を提訴。
2017年3月31日、（上記の損害賠償とは別に）大阪地裁は、刑事補償法に基づいて、7352日にわたる身柄拘束の補償として満額である9190万円（7352日×1万2500円）の刑事補償金を青木とXにそれぞれ支払うことを決めた。
ほか青木は、火災は車のガソリン漏れが原因だとしてホンダに5210万円の損害賠償を求めて民事訴訟を起こしたが、大阪地裁は、過失の判定はせず、賠償請求権が20年で消滅する除斥期間を適用して請求を棄却した。青木が控訴したが、大阪高裁は控訴を棄却した。なお、ホンダに対する業務上過失致傷罪については、仮に認められたとしても公訴時効が2005年に成立している。
2022年3月15日、大阪地裁は判決公判で、担当の警察官が青木が体調不良にもかかわらず、大声を出して長時間取り調べるなどして精神的な圧迫を加え、虚偽の自白をせざるを得ない状況に陥らせたと指摘。「担当警察官による取り調べは明らかに違法」として、大阪府に約1220万円の賠償を命じた。国への請求については、「検察が自白の信用性の欠如を容易に認識できたとまでは言えない」として棄却した。
2023年2月9日、大阪高裁は一審判決を支持し、青木と大阪府の控訴をいずれも棄却した。これについて、大阪府は上告しない方針を示し、約1224万円の賠償が確定した。青木は国の賠償を認めなかった点を不服として上告した。

## 関連ルポ
- 青木惠子「ママは殺人犯じゃない ―冤罪・東住吉事件―」 インパクト出版会 2017年8月 ISBN 9784755402791 - 本人による手記
- テレビ朝日「テレメンタリー」「ママは犯人じゃない ―炎の中の“真実”―」（2015年7月20日）「ママは犯人じゃない ―無実の叫び20年―」（2015年8月1日）「ママは犯人じゃない・特別編」（2016年1月5日）「誤判 ―“娘殺しの母”と呼ばれた21年―」（2016年9月18日）
- NHKスペシャル「時間が止まった私 えん罪が奪った7352日」（2017年12月18日）
- 村山満明「東住吉冤罪事件 ―虚偽自白の心理学―」岩波書店（2019年1月）